# Buergeria choui
Buergeria choui (лат.) — вид бесхвостых земноводных из семейства веслоногих лягушек. Родовое латинское название дано в честь немецкого учёного Генриха Бюргера (1804—1854). До описания в 2020 году его объединяли с Buergeria japonica. Встречается на северо-западе Тайваня и в южной части архипелага Рюкю в Японии, особенно на островах Яэяма. Для него было предложено английское название Yaeyama Kajika frog. Видовое название choui дано в честь Вэнь-Хао Чоу из Национального музея естественных наук (Тайвань), первого человека, обратившего внимание на вариации внутри бывшего вида Buergeria japonica.

## Распространение
Buergeria choui был обнаружен на островах Ириомоте и Исигаки в группе островов Сакисима, а также на северо-западной части Тайваня. Buergeria choui, ранее известный как Buergeria japonica, обитает на островах Сакисима, в то время как настоящий Buergeria japonica встречается в других местах Тайваня и представляет собой неописанный вид.

## Внешний вид и строение
Размер взрослых самцов составляет 25—29 мм, а взрослых самок — 30—36 мм в длину от носа до анального отверстия. Морда усечённая. Барабанная перепонка заметна, видна надбарабанная складка. Передние конечности умеренной длины. Пальцы передних лап без перепонок, но их кончики расширены в небольшие диски. Задние конечности тонкие и очень длинные. Пальцы задних лап имеют мясистую перепонку. Кожа на спине шероховатая, усеянная бугорками и гребнями. Основной окрас тела сильно варьирует от желтовато-коричневого и серовато-коричневого до тёмно-коричневого. Имеется тёмно-коричневая полоса между глазами, за которой следует тёмный крестообразный рисунок. Горло кремово-жёлтое, а грудь и живот кремовые. На конечностях имеются темные поперечные полосы. Радужка золотистая. Самцы имеют один внутренний растяжимый голосовой мешок.
Самцы издают призывные крики последовательно в виде различных комбинаций звуков с различными интервалами, начиная от очень коротких вскриков, до коротких трелей или свистов и заканчивая длинными трелями. Длинная трель длится 1-2-3 секунды.
Общая длина зрелых головастиков до начала метаморфоза составляет 26-31 мм, из которых на хвост приходится около двух третей.

## Среда обитания
Buergeria choui широко распространена от прибрежных низменностей до горных лесов. Размножение происходит в марте — ноябре, когда самцы издают крики возле неглубоких водоемов, медленно текущих ручьев и канав. Головастики водные и могут переносить высокие температуры.

## Охрана
По состоянию на конец 2020 года МСОП оценил данный вид как «вызывающий наименьшее беспокойство».